# Madeleine de Saint Nectaire
Madeleine de Saint Nectaire, född 1526, död 1575, var en fransk vasall. Hon blev känd för sitt försvar av Château de Miremont i Auvergne mot Gilles de Montal 1574 under de franska hugenottkrigen.